# Gran Turismo 5
Gran Turismo 5 (communément abrégée en GT5) est la cinquième édition de la série du jeu vidéo de simulation automobile Gran Turismo. Développé par Polyphony Digital et édité par Sony Computer Entertainment, le jeu a été dévoilé officiellement sur PlayStation 3 le 24 novembre 2010. Gran Turismo 5 est le premier volet de la série à être développé sur PlayStation 3 et s'est vendu à près de 11 millions d'exemplaires.
Le jeu marque l'arrivée dans la série des courses en ligne. Pour la première fois, les véhicules subissent des dommages physiques. Plus de 1 000 voitures, 26 lieux différents, et 71 circuits différents sont disponibles dans le jeu. Il est également le premier Gran Turismo à inclure les changements météorologiques ainsi que le cycle jour/nuit en temps réel sur certains circuits. Les licences World Rally Championship, NASCAR et Super GT sont utilisées pour la première fois dans la franchise Gran Turismo.
Le jeu a été annoncé à l'E3 2010 comme utilisant le PlayStation Eye (head-tracking) et la 3D de la PlayStation 3. Avant même sa sortie, le concepteur Kazunori Yamauchi évoquait déjà le développement de Gran Turismo 6.

## Nouvelles fonctionnalités
Gran Turismo 5 est le premier jeu de la franchise à proposer des dégâts physiques (de différents degrés selon qu'un véhicule est dit « Premium » ou « Standard ») sur les voitures. Le jeu propose également des effets météo (pluie, neige,...), mais ils ne sont disponibles que sur certains circuits. On retrouve également pour la première fois un mode Karting. Par ailleurs, de nouveaux effets visuels ont été introduits, notamment des traces de dérapage dynamiques, la poussière et la possibilité pour les conducteurs d'allumer/éteindre leurs phares. Un éditeur de circuits permet au joueur de générer aléatoirement de nouveaux tracés en utilisant des options qui permettent de sélectionner un certain nombre de critères (largeur de piste, dénivelé, nombre de virages, complexité et rigueur des virages, l'heure du jour et le nombre de secteurs). Il existe une variété de thèmes différent (décors, type de revêtement) que le joueur peut choisir pour chaque conception de circuits.
Gran Turismo 5 est le premier volet à inclure à la fois la modélisation des dommages mécaniques (seulement des dégâts sur les roues et sur le moteur lors des chocs) et externes (carrosserie), y compris un moteur de déformation en temps réel qui déforme le véhicule en fonction de la vitesse et l'angle d'impact. Il est également possible de renverser les voitures pour la première fois dans la série.  Les voitures de GT5 sont séparés en "Standard" et "Premium". Les véhicules "Standard" sont des véhicules moins détaillés physiquement, et dont les dégâts sont moins détaillés en cas d'accident. En outre, les voitures standard ne peuvent pas recevoir de jantes personnalisables, de peinture sur les jantes, de modification de carrosserie. Les véhicules «Premium» disposent de dégâts légèrement plus avancés, de graphismes supérieurs, de vues intérieures détaillées et de plus d'options permettant leur modification esthétique.

## Développement

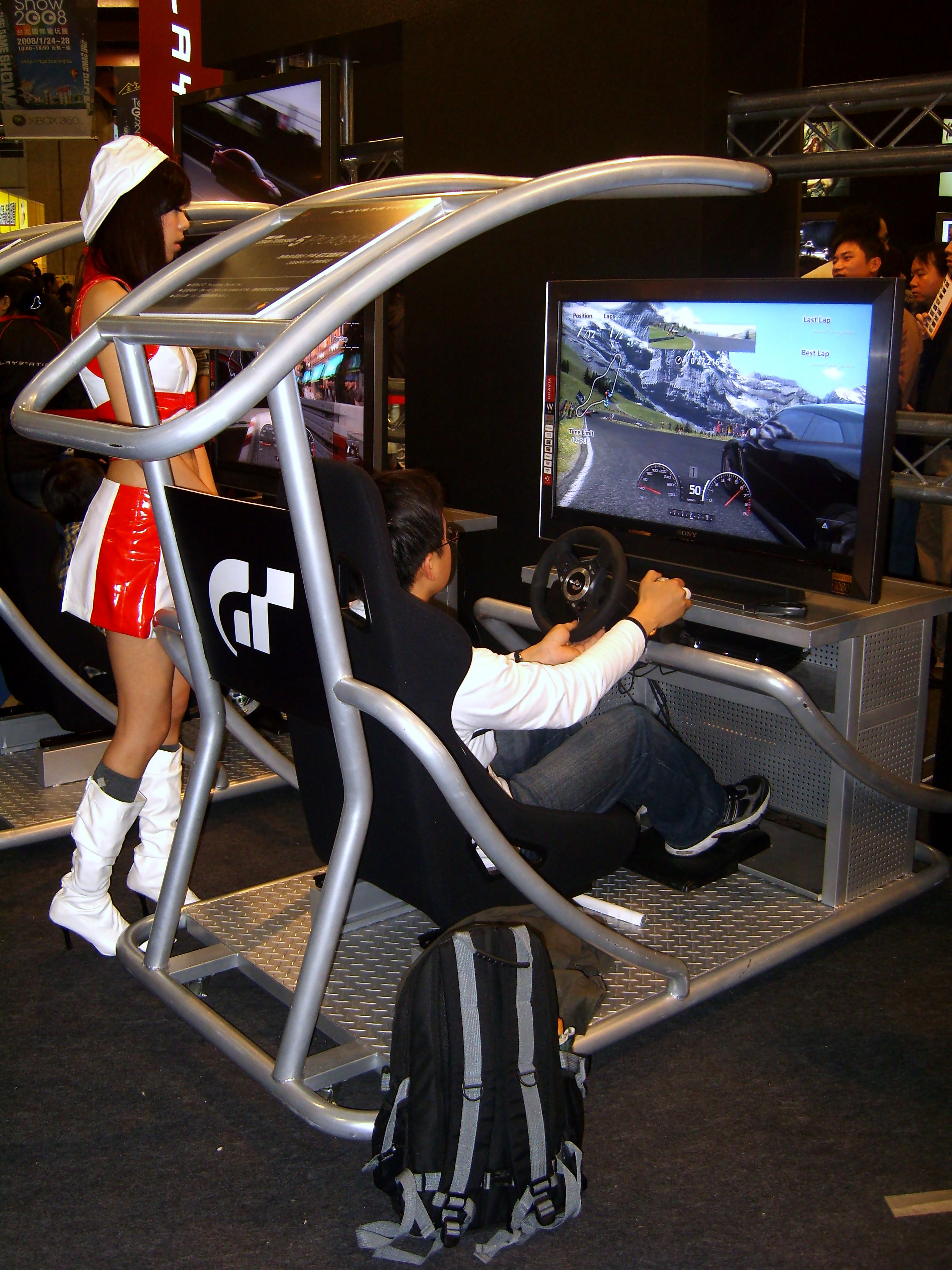
Borne de présentation du jeu en janvier 2008.

Le projet est révélé pour la première fois au salon de l'E3 2005, en même temps que la PS3 dans un design non définitif. La première bande annonce est appelée Vision Gran Turismo. La démo Gran Turismo HD Concept est proposée au lancement de la console en fin d'année 2006. À l'origine, Polyphony Digital travaillait sur Gran Turismo HD, un remake de Gran Turismo 4 en haute définition basé sur des micro-transactions : le projet est annulé à la fin de l'année 2006 pour donner priorité à Gran Turismo 5. Une pré-version de GT5, Gran Turismo 5 Prologue,  est commercialisée en 2007 au Japon et 2008 en Europe tandis que la sortie de l'épisode principal est repoussée à une date indéterminée.
Au fur et à mesure du retard pris dans la sortie du jeu, des fonctionnalités ont été ajoutées : si en 2008 on sait déjà que le jeu proposera la licence Ferrari et les courses en lignes à 16 sur le PSN, ce n'est qu'à l'E3 2009 que Polyphony annonce la gestion des dégâts ainsi que les licences NASCAR et WRC. À la fin de l'année est annoncé un éditeur de circuits, et en 2010 l'ajout du karting est officialisé, tout comme le principe des véhicules standard et premium.
En tant que premier Gran Turismo « complet » sur PS3, GT5 ajoute donc le jeu en ligne, une vue cockpit, la gestion des dégâts, une météo évolutive et des courses de nuit, ainsi qu'un éditeur de circuits permettant au joueur de créer ses propres tracés. Ce cinquième épisode bénéficie de nouvelles licences officielles comme celles des constructeurs Ferrari, Lamborghini, ainsi que, pour la première fois dans la série, des compétitions de la prestigieuse NASCAR et du WRC.
Depuis le 17 décembre 2009, les utilisateurs de PS3 ont pu s'essayer à la GT Academy Time Trial, qui proposait un circuit et deux voitures (une Nissan 370Z d'origine et une version préparée) avec la possibilité de comparer ses meilleurs temps en ligne. Les meilleurs pilotes ont été sélectionnés pour participer à la GT Academy 2010. Cette démonstration était limitée dans le temps et n'est plus jouable aujourd'hui.
Alors que la sortie est le 24 novembre 2010, depuis le 23 novembre au matin, une mise à jour permettant au joueur d'accéder au contenu online et à de nouveau paramètres de course est disponible.
La résolution native de Gran Turismo 5 est de 960x1080p, la résolution horizontale ayant été divisée par deux par rapport au 1080p standard.

## Licences
Le nombre de licences est important étant donné qu'il y a 1 049 véhicules inclus dans le jeu (certains ne sont toutefois disponibles que sur un continent), issus de constructeurs japonais mais aussi européens, américains, coréens et autres. L'ajout de la licence Ferrari, remarquée dès la démonstration HD Concept en 2006, a contribué à la médiatisation du jeu.
Il est possible de jouer en Karting, Nascar (Sprint Cup) et en World Rally Championship (WRC).
L'Indy Racing League avait été annoncé puis réfuté par le PlayStation: The Official Magazine américain.
Comme dans les jeux précédents, Porsche ne figure pas dans le lot des licences, mais reste représenté au sein du jeu à travers le nom RUF, préparateur sportif de la marque qui compte quelques modèles.

## Caractéristiques
Deux principaux modes :
A-SPEC : Mode de jeu classique de pilotage où l'on conduit la voiture. Diverses courses sont proposées contre différents concurrents gérés par l'ordinateur. Plusieurs types de courses possibles (propulsions, traction, voitures d'une certaines époque, ...) avec plusieurs niveaux de difficulté. Il s'agit du mode principal du jeu.
B-SPEC : Un « GT5 Manager », mode de jeu où l'on dirige une écurie. À noter qu'en mode B-Spec, il y a possibilité de manager une équipe allant jusqu'à six pilotes en vue de participer aux épreuves d'endurance, comme les célèbres 24 Heures du Mans.
1036 véhicules de base (+5 de la version collector) qui sont répartis dans des catégories Premium et Standard, et chacune possédant son propre niveau de déformation relatif aux chocs (tôle froissée, boue,...). Cependant, chaque voiture possède un klaxon, des feux avant et arrière fonctionnels, et se salissent en temps réel.
La météo peut changer au cours d'une course et la pluie ainsi que la neige sont présentes. Cette dernière ne peut pas s'accumuler sur la route dans le cas d'une course sur bitume, mais il existe certains circuits sur neige.
Sebastian Vettel ainsi que toute l'écurie Red Bull Racing a aidé à développer le jeu. C'est dans ce sens que plusieurs visuels montrant le garage et les voitures ont été rendus public. Le Hangar-7 de Salzbourg est mis en évidence. L'équipe Red Bull, en partenariat avec Polyphony Digital, a créé une voiture de course ressemblant aux barquettes du Mans ayant pour nom X2010.

## Suivi du jeu
La sortie de GT5 a été sujette à de nombreuses polémiques au terme des 5 années de développement du jeu. En effets les critiques ont souvent souligné le fait que le jeu ne respecte pas les promesses annoncées par Polyphony Digital, notamment sur les préparations et dégâts moteurs, ou encore sur l'utilisation des licences WRC, NASCAR et Super GT n'offrant aucun mode réellement dédié à ses licences, hormis quelques courses. On note aussi que le jeu paru "bâclé" pour certains en raison des écarts qui existent graphiquement au sein du jeu, comme certains circuits parfaitement modélisés qui s'opposent à certains qui semblent avoir été simplement adaptés de GT4 à GT5, ou encore la proportion de véhicules "standards" (dont la modélisation laisse parfois à désirer sur quelques modèles) par rapport au véhicules "premium". Les ombres ont été également sévèrement critiquées comme étant bien trop "aliasées".
Ceci semble d’après les dires de Kazunori Yamauchi être la raison d'une sortie volontairement hâtée par Sony pour les fêtes de fin d'année 2010, et donc une raison commerciale. Le créateur de Gran Turismo a évoqué le fait qu'il aurait aimé disposer d'une année supplémentaire de développement afin de sortir le jeu dans des conditions exemplaires.
Cependant, bien qu'opposé au développement ultérieur des jeux (par le biais de mises à jour), Kazunori Yamauchi a promis le fait que Gran Turismo 5 serait régulièrement suivi et mis à jour par l'équipe de développeurs, et évoluerait ainsi dans le temps. On remarque que le jeu a reçu nombre de mises à jour, permettant d'ajouter certaines options, du contenu, de corriger certains bugs ou d'améliorer certaines parties du jeu. À noter qu'une mise à jour 2.0 a été rendue disponible le 11 octobre 2011, passant ainsi le jeu en "spec II" et offrant une multitude de nouveaux contenus et d'améliorations gratuitement aux joueurs. Quelques jours plus tard seront disponibles des "dlc" téléchargables depuis le PlayStation Network (PSN), mettant à disposition du nouveau contenu aux joueurs, comme des véhicules et circuits (payants).
Comme de nombreux jeux de la septième génération de consoles, Gran Turismo 5 est ensuite ressorti dans le commerce en 2012 sous une version appelée "Academy Edition" comprenant tous les contenus téléchargeables du jeu.
Depuis le 20 mai 2014, les serveurs en ligne de GT5 ont été clôturés. La seule manière de jouer reste le mode Solo.

## Liste des circuits

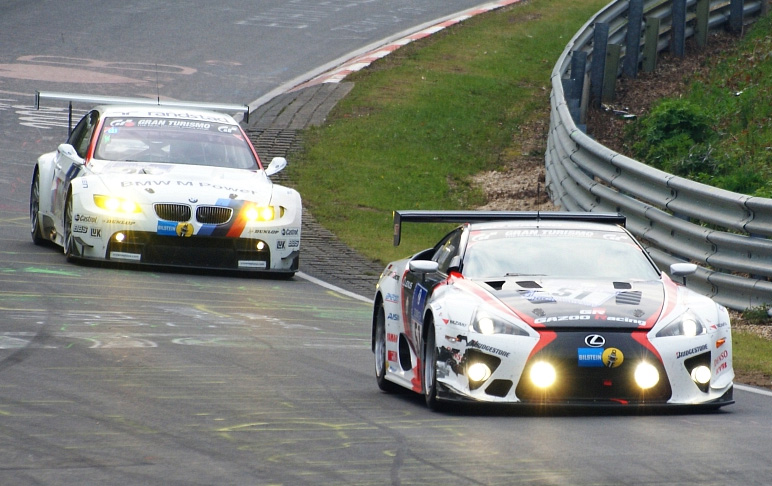
Course sur le circuit du Nürburgring Nordschleife.

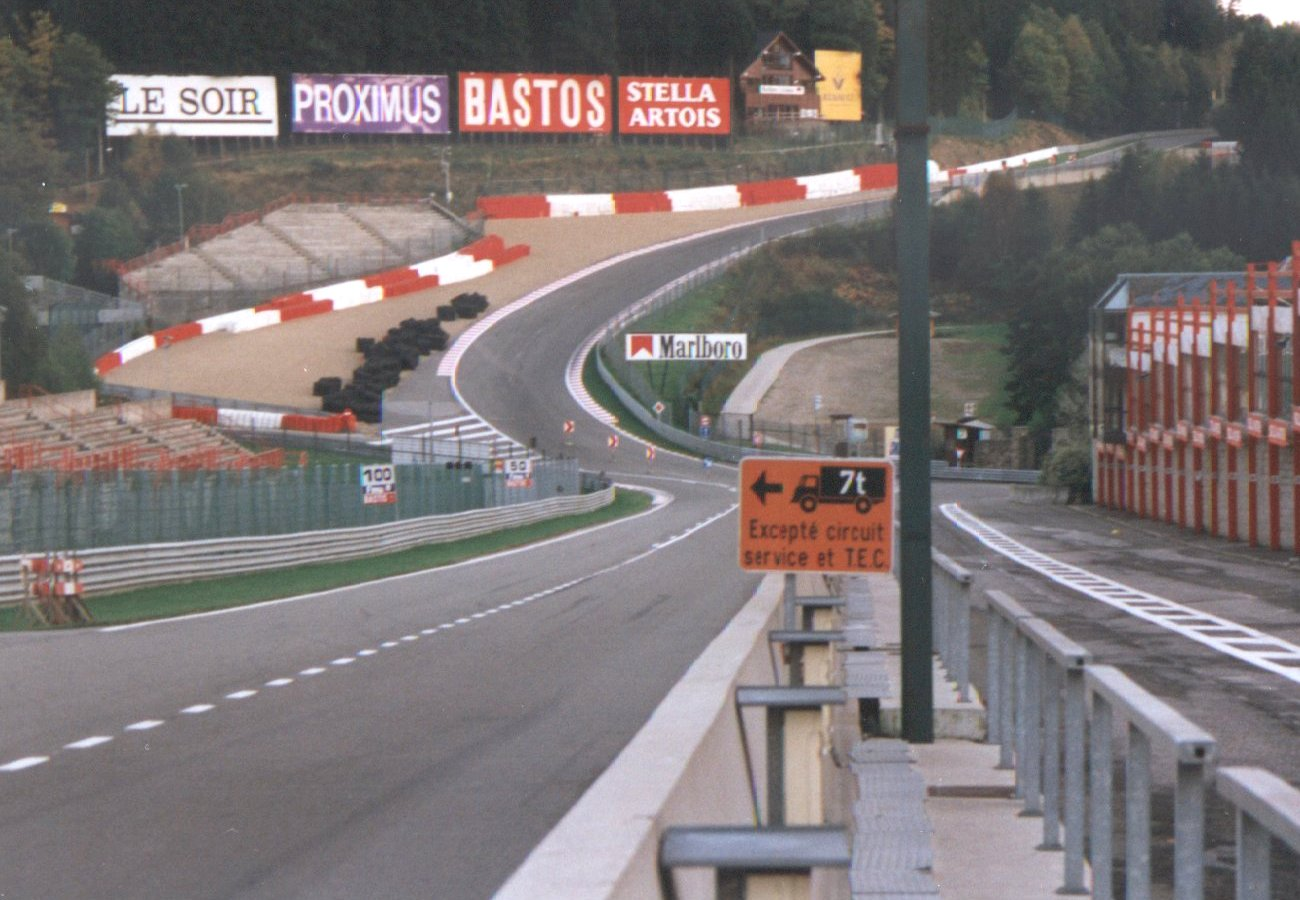
Le circuit du Spa-Francorchamps a fait son apparition dans le jeu par l’intermédiaire d'un DLC gratuit proposé aux joueurs.

| Circuits réels                    | Circuits réels                 | Circuits réels   | Circuits réels |
| No.                               | Nom                            | Lieu             | Pays           |
| --------------------------------- | ------------------------------ | ---------------- | -------------- |
| 1                                 | Fuji Speedway                  | Oyama            | Japon          |
| 2                                 | Circuit de Tsukuba             | Shimotsuma       | Japon          |
| 3                                 | Circuit de Suzuka              | Suzuka           | Japon          |
| 4                                 | Twin Ring Motegi               | Motegi           | Japon          |
| 5                                 | Indianapolis Motor Speedway    | Indianapolis     | États-Unis     |
| 6                                 | Daytona International Speedway | Daytona Beach    | États-Unis     |
| 7                                 | Mazda Raceway Laguna Seca      | Monterey         | États-Unis     |
| 8                                 | Top Gear Test Track            | Dunsfold         | Royaume-Uni    |
| 9                                 | Nürburgring                    | Nürburg          | Allemagne      |
| 10                                | Autodromo Nazionale di Monza   | Monza            | Italie         |
| 11                                | Circuit de Spa-Francorchamps   | Francorchamps    | Belgique       |
| 12                                | Circuit de la Sarthe           | Le Mans          | France         |
| Circuits urbains (fictifs)        |                                |                  |                |
| N°                                | Nom                            | Lieu supposé     | Pays           |
| 1                                 | London                         | Londres          | Royaume-Uni    |
| 2                                 | Circuito di Roma               | Rome             | Italie         |
| 3                                 | Circuito de Madrid             | Madrid           | Espagne        |
| 4                                 | Tokyo R246                     | Tokyo            | Japon          |
| 5                                 | Côte d'Azur                    | Monaco           | Monaco         |
| 6                                 | Special Stage Route 5 & 7      |                  |                |
| Circuits originaux (fictifs)      |                                |                  |                |
| N°                                | Nom                            | Lieu supposé     | Pays           |
| 1                                 | Eiger Nordwand                 | Kleine Scheidegg | Suisse         |
| 2                                 | High Speed Ring                |                  |                |
| 3                                 | Trial Mountain Circuit         |                  |                |
| 4                                 | Cape Ring                      |                  |                |
| 5                                 | Grand Valley Speedway          |                  |                |
| 6                                 | Deep Forest Raceway            |                  |                |
| 7                                 | Autumn Ring                    |                  |                |
| Circuits terre et neige (fictifs) |                                |                  |                |
| N°                                | Nom                            | Lieu supposé     | Pays           |
| 1                                 | Eiger Nordwand Trail           | Kleine Scheidegg | Suisse         |
| 2                                 | Chamonix                       | Chamonix         | France         |
| 3                                 | Toscana                        | Toscane          | Italie         |

## Événements spéciaux

### Red Bull X2010

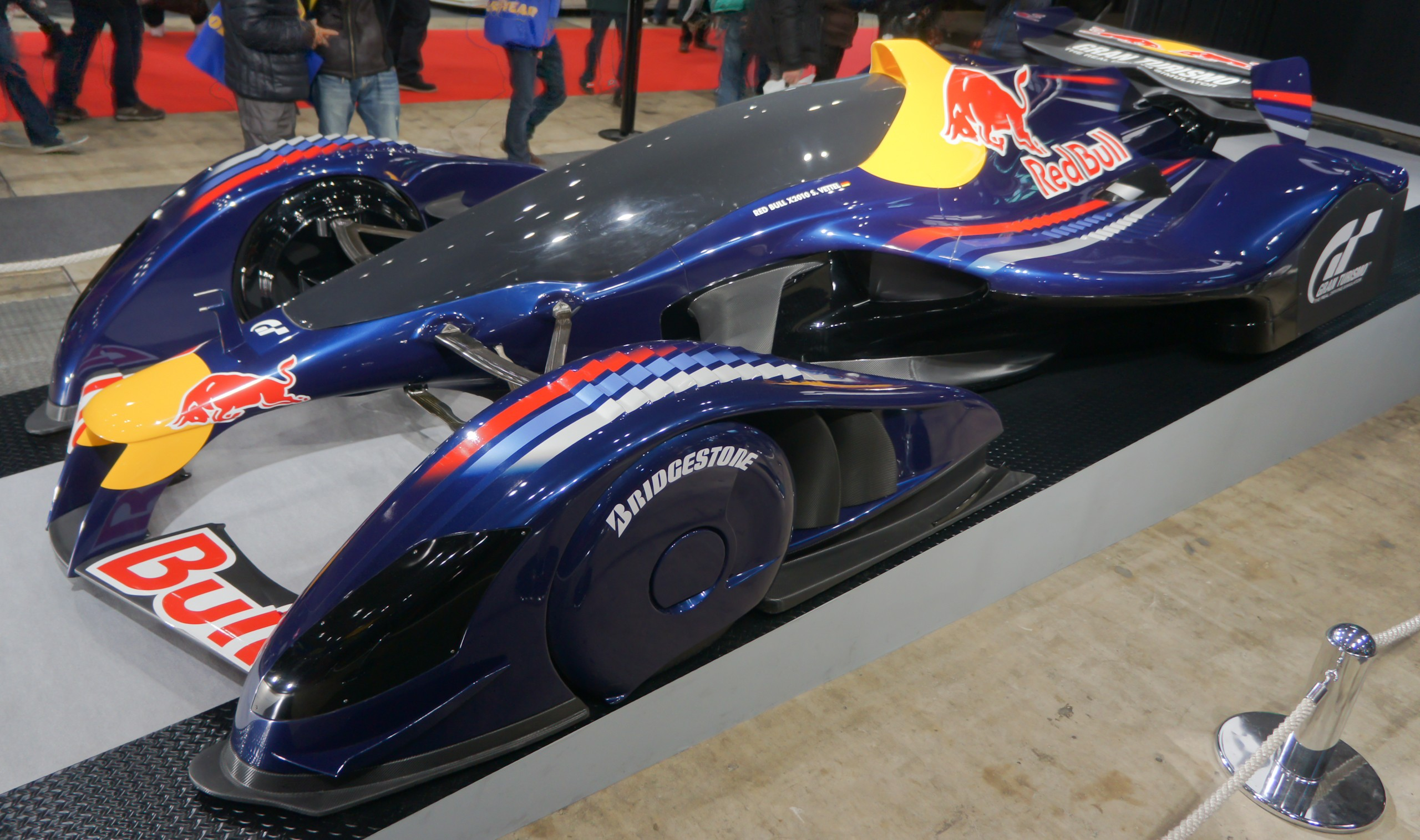
La Red Bull X1 ou Red Bull X2010 dans le jeu Gran Turismo.

La Red Bull X1 ou Red Bull X2010 est un prototype créé par l'équipe Red Bull Racing en 2011 pour le jeu Gran Turismo 5 sur PlayStation 3. Le véhicule a été réalisé pour répondre à la question de Kazunori Yamauchi : « Si vous vouliez construire la voiture de course la plus rapide sur terre, celle qui jette de côté toutes les règles et les règlements, à quoi voudriez-vous qu'elle ressemble ? »

## Jeux connexes

### Gran Turismo HD Concept

Logo de Gran Turismo HD Concept

Gran Turismo HD Concept est une démo jouable gratuite proposée en téléchargement sur le PlayStation Network à la fin de l'année 2006. Ce jeu dérive du projet abandonné « Gran Turismo HD », annoncé lors de l'E3 2005 avec la future PlayStation 3 (il était alors question d'un remake de Gran Turismo 4 sur PS3). GT HD Concept propose les modes de jeu Time Attack et Drift Trial. Le joueur peut confronter ses temps dans un classement mondial en ligne et télécharger les vidéos des recordmans du tours (pas de mode de jeu en ligne). La démo comprend une seule piste : Eiger Nordwand, un tracé inédit localisé dans les Alpes suisses  et praticable dans les deux sens. Le jeu propose dix véhicules, disponibles en deux versions : 
- Suzuki Cappuccino '95,

- Mazda Eunos Roadster '89,

- Honda Integra Type R '04,

- Mitsubishi Lancer Evolution IV GSR '96

- Evolution IX GSR '05,

- Infiniti G35 Coupe,

- Lotus Elise 111R '04,

- Nissan Skyline GT-R V Spec II '94,

- Toyota Celica GT-FOUR Rally Car '95

- Ferrari 599 '06.

### Gran Turismo 5 Prologue
Gran Turismo 5 Prologue est une pré-version de GT5 commercialisée en décembre 2007 au Japon (Spec. I), puis en mars 2008 en Europe (Spec. II). Le jeu compte 70 véhicules et 6 circuits à sa sortie en Europe, et inaugure le « Gran Turismo Network », soit la première expérience de jeu en ligne de la série. Jusqu'à 16 concurrents peuvent se disputer la victoire en mode solo et en ligne. Le logiciel est à la fois proposé au format Blu-ray Disc et en téléchargement. À la suite des retards successifs de GT5, le Prologue a été mis à jour en Spec-III qui apporte des véhicules inédits comme la GTbyCitroën.